# Danny Carvajal
Danny Carvajal (sinh ngày 8 tháng 1 năm 1989) là một cầu thủ bóng đá người Costa Rica.

## Đội tuyển bóng đá quốc gia Costa Rica
Danny Carvajal thi đấu cho đội tuyển bóng đá quốc gia Costa Rica từ năm 2017.

## Thống kê sự nghiệp
| Đội tuyển bóng đá Costa Rica | Đội tuyển bóng đá Costa Rica | Đội tuyển bóng đá Costa Rica |
| Năm                          | Trận                         | Bàn                          |
| ---------------------------- | ---------------------------- | ---------------------------- |
| 2017                         | 3                            | 0                            |
| Tổng cộng                    | 3                            | 0                            |